# Pälzer Ausles

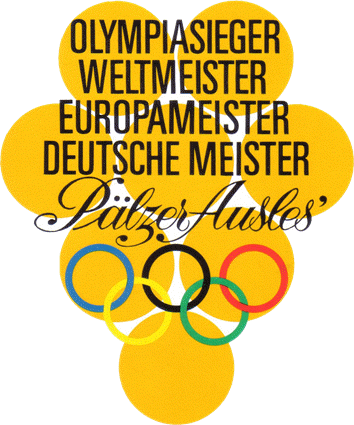

Die Pälzer Ausles’ (gegründet am 30. Juli 1979 in Ludwigshafen am Rhein) ist ein Zusammenschluss erfolgreicher Pfälzer Sportler, die vornehmlich bei Benefizspielen im Fußball Spenden für sozial Benachteiligte sammelt.

## Bedeutung
Die Pälzer Ausles’ führt in ihren Reihen insgesamt neun Olympiasiege, mehr als ein Dutzend Weltmeisterschaften, 17 Europameistertitel, über 300 deutsche Meisterschaften und zahlreiche internationale Einsätze. Am 30. Juli 1979 wurde dieser freundschaftliche Zusammenschluss von internationalen und nationalen Spitzensportlern aus der Pfalz in Ludwigshafen am Rhein gegründet. Die Mitglieder kommen aus 16 verschiedenen Disziplinen. Inoffizieller „Chef“ ist der ehemalige Landrat des Rhein-Pfalz-Kreis Werner Schröter. Knapp 60 Mitglieder gehören dieser Vereinigung an, die jedoch kein offizieller Verein ist.
Im Laufe der Jahre sind fast alle Spitzensportler der Pfalz zusammengekommen. Die Mitglieder nehmen dabei oft freiwillig soziale Aufgaben wahr. So absolvierten die Ausles-Sportler bisher weit mehr als 300 Fußball-Benefizspiele, die insgesamt nahezu eine Million Euro an Spendengeldern generierten.
Namhafte Mitglieder sind unter anderem Olympiasieger wie Wilfried Dietrich (Ringen) oder Alois Bierl (Rudern), Helmut Bantz (Kunstturnen) oder Gregor Braun (Radsport), Gerhard Auer (Rudern) oder Ronny Weller (Gewichtheben), Stefan Steinweg (Radsport) und Peter Trump (Hockey). Auch Fritz Walter gehörte bis zu seinem Tod diesem Kreis an, wie auch Fußballschiedsrichter Markus Merk, der frühere Kunstturn-Bundestrainer Philipp Fürst oder Fußball-Weltmeister Horst Eckel.

## Ziel
Die Pälzer Ausles’ spielt grundsätzlich für einen guten Zweck. Gespielt wird bei Turnieren und Einlagespielen verteilt über das ganze Jahr.

## Mitglieder der Ausles’
- Ajith Fernando, Faustball
- Gerhard Auer, Rudern (†)
- Helmut Bantz, Turnen (†)
- Kai Baumann, Faustball
- Helmut Behr, Fußball
- Alois Bierl, Rudern
- Dieter Boos, Handball (†)
- Udo Bölts, Radsport
- Gregor Braun, Radsport
- Jürgen Brecht, Fechten
- Helmut Brendel, Fußball
- Karl-Heinz Bulenda, Ringen
- Peter Cordes (†)
- Volker Diehl, Radsport (†)
- Rainer Dörrzapf, Gewichtheben
- Wilfried Dietrich, Ringen (†)
- Heiner Dopp, Hockey
- Stefan Drabold, Behinderten-Volleyball
- Horst Eckel, Fußball (†)
- Matthias Egyed, Radsport
- Holger Elfert, Leichtathletik
- Werner Föckler, FIFA-Schiedsrichter
- Hans Freistadt, Boxer (†)
- Jürgen Friedrich, Fußball
- Jens Fürst, Turnen
- Philipp Fürst, Turnen (†)
- Hermann Glaser, Kanu
- Thomas Gunst, Hockey
- Thomas Hahl, Hockey
- Willi Heckmann, Ringen
- Thomas Hengen, Fußball
- Erich Hess
- Reinhold Höfner, Fußball
- Peter Immesberger, Gewichtheben
- Günter Jakobi, Turnen
- Heinz Kiehl, Ringen (†)
- Roland Kirsch, Fußball (†)
- Uwe Krapp, Fußball
- Rolf Krauß, Ringen
- Uwe Krauß, Hockey
- Wolfgang Kriegl, Fußball
- Walter Kuhn, Ringen
- Karl-Emil Kuntz, Koch
- Alexander Kurucz, Tennis
- Matthias Lambert, Fußball
- Thomas Leimert, Fußball, ehemaliger Bundesligaschiedsrichter
- Roger Lutz, Fußball
- Klaus May, Radsport (†)
- Markus Merk, Fußball, ehemaliger FIFA-Schiedsrichter
- Laszio Miklosch, Ringen
- Rudi Netter, Rasenkraftsport
- Claudio Passarelli, Ringen
- Andreas Reisch, Bob
- Winfried Ringwald, Rudern
- Reinhard Ritter, Turnen
- Volker Rohrwick, Turnen
- Axel Roos, Fußball
- Walter Roth, Gewichtheben
- Michael Sauer, Rudern
- Markus Scherer, Ringen
- Arno Scheurer, Handball, Organisator bei OS und Fußball-WM (†)
- Jürgen Schieck, Fußball
- Ludwig Schneider, Ringen
- Jochen Schröter, Fußball
- Werner Schröter, Ringen
- Martin Schwarzweller, Sportbund Pfalz
- Michael Serr
- Josef Stabel, Fußballspieler
- Stefan Steinweg, Radsport
- Peter Trump, Hockey
- Hans-Jürgen Veil, Fußball
- Klaus-Dieter Viehl, Fußball
- Fritz Walter, Fußball (†)
- Ronny Weller, Gewichtheben
- Volker Weiß, Bob

## Freunde der Ausles’
- Dieter Betz
- Eugen Föhlinger †
- Berthold Heberger
- Otto Johann
- Paul Tremmel, Mundartdichter
- Fritz Wagner †
- Karlheinz Weidele
- Stefan Zier
- Monika May